# Avis de vent de force d'ouragan
Pour les articles homonymes, voir Avertissement.

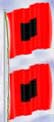
Pavillons de vents d'ouragan (États-Unis)

Un avis ou avertissement de vent de force d'ouragan est message météorologique maritime destiné à prévenir les marins de l'existence ou de la prévision d'un vent correspondant à la force 12 ou plus (sur l'échelle de Beaufort), soit 64 nœuds (118 km/h) ou plus, dans une région déterminée. Ces vents sont causés par des dépressions météorologiques intenses et ne sont pas limités aux cyclones tropicaux. Ils peuvent même se retrouver dans certaines conditions à l'embouchure de vallées navigables très encaissées.
Cet avis est différent de l’alerte cyclonique appelé avis ou avertissement d'ouragan qui s'adresse au public. Ce dernier est utilisé pour prévenir les populations de l'arrivée prochaine d’un cyclone tropical se déplaçant dans l’Atlantique Nord. On y mentionne la force des vents et la hauteur de l’onde de tempête associés à ce système.

## Bulletin maritime
Les avertissements de vent d'ouragan sont émis pour les eaux côtières territoriales et les eaux navigables intérieures de chaque pays. En général, ces bulletins sont émis par les services météorologiques nationaux comme le National Weather Service aux États-Unis, le Met Office au Royaume-Uni, Météo-France et le Service météorologique du Canada. Les bulletins sont diffusés de différentes manières : par l'Internet, par la radio (Radiométéo, onde courte, BBC Radio 4 en Grande-Bretagne, etc.), la télévision, les panneaux d'annonces dans les ports. Le but étant de prévenir les navires du danger. 

### Exemple
« Avertissements maritimes
Avertissement de vent de force d'ouragan
Île de Vancouver Ouest - partie nord
émis à 20h33 HAP 09 mai 2009
par Environnement Canada
Des vents d'« ouragan » de 64 à 70 nœuds soufflent actuellement ou sont prévus 
sur ce secteur maritime. Veuillez consulter les plus récentes prévisions maritimes 
pour plus de détails et suivez l'évolution de la situation en écoutant les stations 
de la Garde côtière canadienne ou de Radiométéo. »